# Phaeogenes trepidus
Phaeogenes trepidus là một loài tò vò trong họ Ichneumonidae.